# Jaime Pizarro
Jaime Augusto Pizarro Herrera (født 2. marts 1964 i Santiago, Chile) er en tidligere chilensk fodboldspiller (midtbane).
Pizarros karriere strakte sig over 17 år, og af hans klubber kan blandt andet nævnes Colo-Colo og Universidad Católica i hjembyen Santiago, argentinske Argentinos Juniors og Tigres UANL fra León i Mexico. Med Colo-Colo var han med til at vinde det chilenske mesterskab hele fem gange, mens det med Católica blev til én ligatitel.
Han blev kåret til Årets fodboldspiller i Chile i både 1987 og 1988.
Pizarro spillede desuden 53 kampe og scorede ét mål for det chilenske landshold. Han repræsenterede sit land ved fire udgaver af de sydamerikanske mesterskaber Copa América, og var med til at vinde sølv i 1987 og bronze i 1991.

## Titler
Primera División de Chile
- 1983, 1986, 1989, 1990 og 1991 med Colo-Colo
- 1997 med Universidad Católica

Copa Chile
- 1985, 1988, 1989 og 1990 med Colo-Colo

Copa Libertadores
- 1991 med Colo-Colo

Copa Interamericana
- 1991 med Colo-Colo

Recopa Sudamericana
- 1992 med Colo-Colo